# Volodymyr Bezsonov
Volodymyr Bezsonov (Oekraïens: Володимир Васильович Безсонов, Russisch: Влади́мир Васи́льевич Бессо́нов Vladimir Bessonov) (Charkov, 5 maart 1958) is een voormalig Oekraïens voetbalcoach en kwam als speler nog uit voor de Sovjet-Unie. Hij is ook bekend als Vladimir Bessonov, de Russische weergave van zijn naam, wat gebruikelijk was in zijn tijd als speler.

## Biografie
Bezsonov begon zijn carrière bij Dynamo Kiev in 1976 en won er zes landstitels, vijf bekers, drie supercups en de Europacup II mee. In 1989 werd hij uitgeroepen tot Oekraïens voetballer van het jaar. In 1991 beëindigde hij zijn carrière bij Maccabi Haifa.
Hij speelde ook 79 wedstrijden voor het nationale elftal en is daarmee de speler met de op vier na meeste wedstrijden voor de Sovjet-Unie. Hij speelde op drie WK's en in 1990 kreeg hij een rode kaart in de wedstrijd tegen Argentinië. Het zou tevens zijn laatste wedstrijd zijn voor het land.
Na zijn spelerscarrière werd hij trainer en trainde meerdere Oekraïense clubs en was zelfs even bondscoach van Turkmenistan.
Bezsonov is getrouwd met Viktoria Serkyh, tweevoudig wereldkampioene in de ritmische gymnastiek. Ze hebben een dochter, Anna Bezsonova, die in 2007 ook wereldkampioen werd in de ritmische gymnastiek en in 2004 en 2008 een bronzen medaille won op de Olympische Spelen.
1 Dasajev ·
2 Soelakvelidze ·
3 Tsjivadze  ·
4 Chidijatoellin ·
5 Baltatsja ·
6 Demjanenko ·
7 Sjengelia ·
8 Bezsonov ·
9 Gavrilov ·
10 Hovhannesjan ·
11 Blochin ·
12 Bal ·
13 Daraselia · 
14 Borowski ·
15 Andrejev ·
16 Rodionov ·
17 Boerjak ·
18 Soesloparov ·
19 Jevtoesjenko ·
20 Romantsev ·
21 Viktor Tsjanov ·
22 Vjatsjeslav Tsjanov ·
Coach: Beskov
1 Dasajev ·
2 Bezsonov ·
3 Tsjivadze ·
4 Morozov ·
5 Demjanenko  ·
6 Boebnov ·
7 Jaremtsjoek ·
8 Jakovenko ·
9 Zavarov ·
10 Koeznetsov ·
11 Blochin ·
12 Bal ·
13 Lytovtsjenko · 
14 Rodionov ·
15 Larionov ·
16 Tsjanov ·
17 Jevtoesjenko ·
18 Protasov ·
19 Bilanov ·
20 Alejnikaw ·
21 Rats ·
22 Krakovskji ·
Coach: Lobanovskyj
1 Dasajev  ·
2 Bezsonov ·
3 Chidijatoellin ·
4 Koeznetsov ·
5 Demjanenko ·
6 Rats ·
7 Alejnikaw ·
8 Lytovtsjenko ·
9 Zavarov ·
10 Protasov ·
11 Bilanov ·
12 Visjnevskji ·
13 Soelakvelidze ·
14 Soekristov ·
15 Mychajlytsjenko ·
16 Tsjanov ·
17 Dmitrijev ·
18 Hotsmanov ·
19 Baltatsja ·
20 Pasoelko ·
Coach: Lobanovskyj
1 Dasajev  ·
2 Bezsonov ·
3 Chidijatoellin ·
4 Koeznetsov ·
5 Demjanenko ·
6 Rats ·
7 Alejnikaw ·
8 Lytovtsjenko ·
9 Zavarov ·
10 Protasov ·
11 Dobrovolski ·
12 Borodjoek ·
13 Tsveiba ·
14 Ljoetyj ·
15 Jaremtsjoek ·
16 Tsjanov ·
17 Zygmantovitsj ·
18 Sjalimov ·
19 Fokin ·
20 Gorloekovitsj ·
21 Brosjin ·
22 Oevarov ·
Coach: Lobanovskyj